# Джемангмеґа
Джемангмеґа (кор. 제망매가; ханджа 祭亡妹歌) — хянґа, написана буддійським монахом Вольмьонса у стародавньому корейському королівстві Сілла. Вірш був включений до Самґук Юса — збірки фольклору періоду трьох держав. Джемангмеґа і досі залишається одним із найпопулярніших віршів корейської літератури.
«Джамангмеґа» приблизно перекладається як «Реквієм за померлою сестрою». Тому це — вірш про автора, який, шкодуючи та сумуючи, оплакує смерть сестри. У тексті присутні порівняння, метафори та філософські висловлювання, пов'язані зі смертю.

## Легенда
Вважається, що вірш був написаний під час джеса померлої сестри, традиційного корейського похорону. Легенда свідчить, що після написання вірша на аркуші паперу, сильний порив вітру поніс папірець на захід. У корейському та буддійському фольклорі папірець, що летить на захід, означає, що бажання, написане ньому, буде виконане.

## Оригінальний текст
Так вірш був написаний в оригінальній Самґук юса:
生死路隠
此矣有阿米次肹伊遣
吾隐去内如辝叱都
毛如云遣去内尼叱古
於內秋察早隠風未
此矣彼矣浮良落尸葉如 / 一等隠枝良出古
去奴隠處毛冬乎丁
阿也
彌陁刹良逢乎吾 / 道修良待是古如

## Переклад
| Оригінал                              | Змішане корейське письмо                 | Сучасна корейська                             | Англійська |
| 生死路隠                              | 生死 길흔                                | 삶과 죽음의 길은                              | Was it because it was here that the paths of life and death crossed that you hesitated,                            |
| 此矣有阿米次肹伊遣                    | 이에 이야매 머믓그리고                   | 여기에 있음에 머뭇거리고                      | Was it because it was here that the paths of life and death crossed that you hesitated,                            |
| 吾隐去内如辝叱都                      | 나ᄂᆞᆫ 가ᄂᆞᆫ다 말ᄯᅩ                         | '나는 간다'는 말도                            | and then passed away without even saying «I must go?»                                                              |
| 毛如云遣去内尼叱古                    | 몯다 니르고 가ᄂᆞ닛고                     | 못 다 하고 가는가                             | and then passed away without even saying «I must go?»                                                              |
| 於內秋察早隠風未                      | 어느 ᄀᆞᅀᆞᆯ 이른 ᄇᆞᄅᆞ매                    | 어느 가을 이른 바람에                         | Like leaves that will be blown hither and thither in an untimely autumn wind, though we come from the same branch, |
| 此矣彼矣浮良落尸葉如 / 一等隠枝良出古 | 이ᅌᅦ 뎌ᅌᅦ ᄠᅳ러딜 닙ᄀᆞᆮ / ᄒᆞᄃᆞᆫ 가지라 나고 | 이리저리 떨어질 잎처럼 / 한 가지에 나고도     | Like leaves that will be blown hither and thither in an untimely autumn wind, though we come from the same branch, |
| 去奴隠處毛冬乎丁                      | 나논 곧 모ᄃᆞ론뎌                         | 가는 곳을 모르겠구나                          | we know not where we go.                                                                                           |
| 阿也                                  | 아야                                     | 아아,                                         | Oh! (вигук) |
| 彌陁刹良逢乎吾 / 道修良待是古如       | 彌陀刹아 맛보올 나 / 道 닷가 기드리고다  | 극락세계에서 만날 나 / 도를 닦아 기다리겠노라 | As for me, whom you shall meet in Paradise, I shall wait, seeking truth profound.                                  |